# 崇左幼儿师范高等专科学校
崇左幼儿师范高等专科学校是中华人民共和国的一所全日制专科公办省属普通高等职业学校，位于广西壮族自治区崇左市江州区。
1982年8月，南宁地区教师进修学校成立。1984年2月，升格为南宁地区教育学院。2019年3月，经广西壮族自治区人民政府批准，改制为崇左幼儿师范高等专科学校。学校是广西第二所幼儿师范高等专科学校，坐落于南疆边陲名城——广西崇左市崇善大道55号，校园占地617亩，建筑面积24.6万平方米。
学校设有教育系、文化传播系、公共管理系、外语系、理工系、经贸系、基础教学部和社会科学部等8个系（部），开设学前教育、小学教育、语文教育、英语教育、会计等23个专业。